# Arnold Hartley Gibson
Arnold Hartley Gibson (1878 – 1959) è stato un ingegnere britannico.
Docente di idraulica all'università di Manchester dal 1904 al 1909, pubblicò importanti studi sulle risorse naturali di energia idroelettrica.